# 中国—秘鲁关系
中国—秘鲁关系（西班牙語：Relaciones China-Perú）是指中华人民共和国和秘鲁共和国之間的外交關係，兩國于1971年11月2日建交，并互设使领馆。1990年代以来，中秘两国高层互访频繁。2008年11月，时任中共中央总书记兼中国国家主席胡锦涛访秘期间，中秘宣布建立战略伙伴关系。2013年4月秘鲁总统奥良塔·乌马拉访华期间，双边关系提升为全面战略伙伴关系。2016年9月14日，秘鲁总统佩德罗·巴勃罗·库琴斯基就任总统之后的首次出访就选择了中国，并亲自邀请中共中央总书记兼中国国家主席习近平出席2016年在秘鲁举行的APEC峰会。
中国是秘鲁全球第一大贸易伙伴和第一大出口市场，秘鲁是中国在拉丁美洲的第六大贸易伙伴。2009年4月，中秘签署自由貿易協定并于2010年3月正式生效。二国双边贸易额从2007年的60.1亿美元增至2015年的144.7亿美元，其中中方出口63.5亿美元，进口81.2亿美元。中方主要出口机电、高新技术产品、纺织品、服装等，从秘鲁主要进口鱼粉和铜、铁等矿产品，超过170多家中国企业在秘鲁设有办事处。
两国外交部于1992年建立政治磋商制度，迄今已举行九次政治磋商。在文化、教育、科技、旅游、军事方面也有往来。至今为止，已有中国60多个团组曾访问秘鲁。2008年2月，秘鲁海军“莫延多”号训练舰访问上海并在香港停靠。2009年12月，中国海军舰艇编队访问秘鲁。2010年11月，两军在秘鲁举行代号“和平天使-2010”人道主义医疗救援联合作业。2015年，中国海军和平方舟医院船赴秘执行“和谐使命—2015”任务。

## 歷史

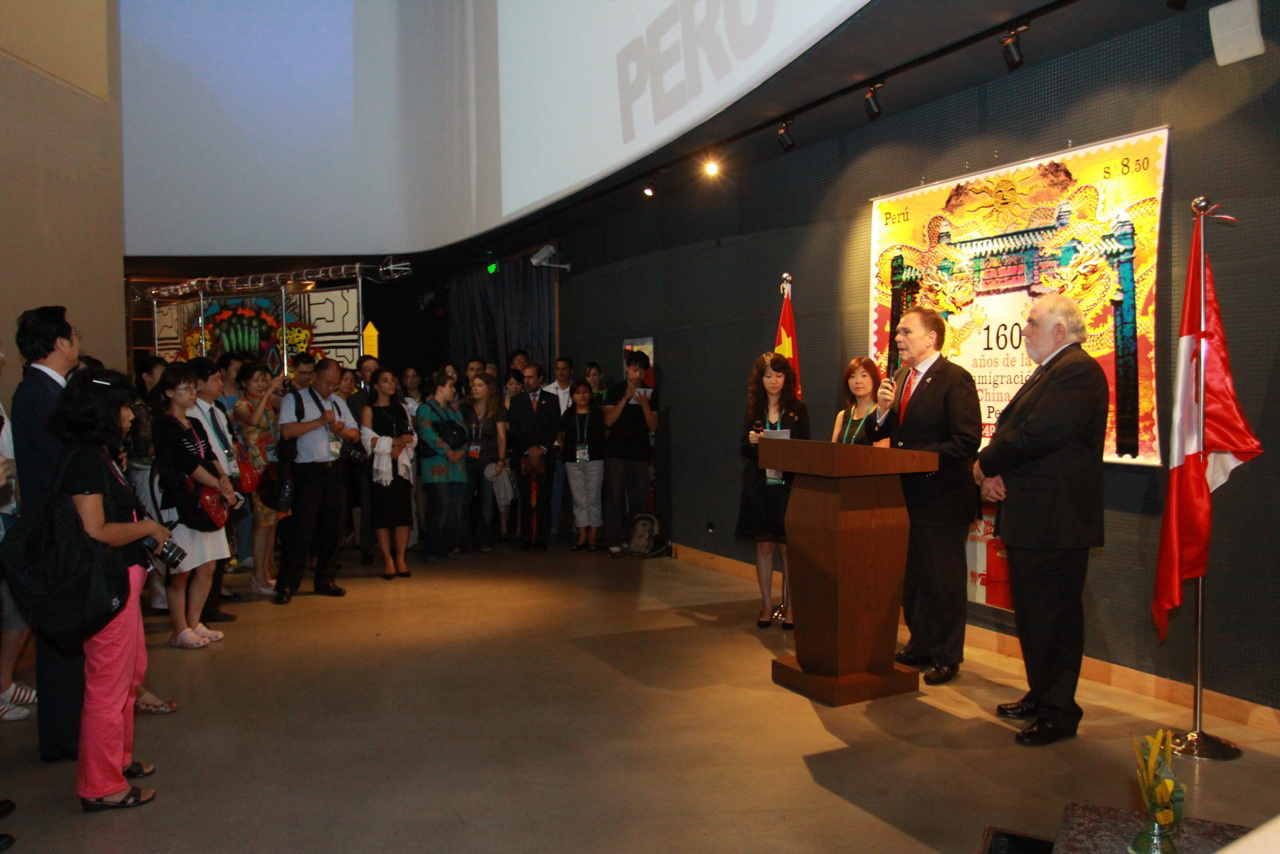
上海世博会秘鲁国家馆

秘鲁为拉丁美洲华人集中的国家之一。自明清开始即有中国商人、工匠、水手、仆役到秘鲁经商或做工。秘鲁废除奴隶制后自中国招募华工代替黑奴，承担垦荒、筑路、开矿、建港工作。1849年10月首批75名华工抵达秘鲁开启了“契约华工”的历史。1856年秘鲁在香港设立领事馆；1874年6月26日，中秘二国代表在天津签订《中秘友好通商行船条约》，宣布两国建立正式外交关系；与此同时抵秘华人人数达9万人，形成第一波抵秘的中国移民高峰。1878年清政府任命陈兰彬为驻美西秘三国首任公使，因秘智太平洋战争陈未能抵秘呈递国书。1881年郑藻如被任命为第二任驻美西秘三国公使，并于1884年6月抵秘，清朝政府正式设立驻秘鲁公使馆。
1913年中华民国与秘鲁建立外交关系。由于秘鲁政府采取限制政策，来秘华人渐减。据中华民国北洋政府驻秘鲁使馆统计，1925年居秘华侨华人总数为4万5千人左右，1927年减少至1万余人。1929至1933年大萧条期间居秘华侨华人总数约7～8千人。1944年9月1日，建立大使級外交關係，公使館升格為中華民國駐祕魯共和國大使館，並派駐大使。中国抗日战争胜利后移居和返回秘鲁的华侨华人渐渐增多，成为第二波中国移民潮。1971年10月25日，第26屆联合国大会會議决定“恢復中華人民共和國在聯合國組織中的合法權利問題”。同年11月2日，秘魯與中華民國斷交，并在同日与中华人民共和国建交。
随着中国的“改革开放”特别是1980年代后期，中国公民到秘鲁探亲访友、投资经商、定居的人数明显增多。据秘鲁移民局提供的资料显示，从1990年至2003年，秘鲁移民局已发放中国移民和非移民居留签证近20,000份，其中近600人加入秘鲁国籍。截至2004年，秘鲁华侨华人有10万人，华裔人数超过120万，已有生活七代的华人。2008年11月，中秘宣布建立战略伙伴关系。2013年4月双边关系提升为全面战略伙伴关系。

## 政治關係
中秘二国领导人自1990年代开始进行互访，截至2004年为止，秘鲁众议长阿尔瓦拉多、第一副总统兼参议长圣罗曼、总统藤森和托莱多、第一副总统马克斯、国会第一副主席托雷斯和安普里莫先后访问中国；中国国务院总理李鹏、全国政协主席李瑞环、国家副主席曾庆红、国务院副总理吴邦国、田纪云、国务委员罗干、李贵鲜、全国人大常委会副委员长陈慕华、全国政协副主席白立忱和陈奎元先后访问秘鲁。
| 时间                 | 秘鲁                   |  | 时间       | 中国                                               |
| -------------------- | ---------------------- |  | ---------- | -------------------------------------------------- |
| 2001年10月 2005年6月 | 托莱多总统             |  | 2005年1月  | 中共中央政治局常委、国家副主席曾庆红               |
| 2008年3月            | 加西亚总统             |  | 2007年3月  | 中共中央政治局常委李长春                           |
| 2009年4月 2010年9月  | 第一副总统詹彼得里     |  | 2008年11月 | 中共中央总书记、国家主席胡锦涛                     |
| 2010年3月            | 外长加西亚             |  | 2009年11月 | 中共中央政治局常委、全国政协主席贾庆林             |
| 2013年2月            | 外长龙卡利奥洛         |  | 2011年9月  | 中共中央政治局委员、国务院副总理回良玉             |
| 2013年4月 2014年11月 | 乌马拉总统             |  | 2012年3月  | 全国政协副主席、中共中央统战部部长杜青林           |
| 2013年5月            | 国会第二副主席埃古伦   |  | 2012年5月  | 中共中央委员、内蒙古自治区党委书记胡春华           |
| 2014年1月            | 国会主席奥塔罗拉       |  | 2012年11月 | 全国政协副主席阿不来提·阿不都热西提                |
| 2016年9月            | 库琴斯基总统           |  | 2012年12月 | 全国政协副主席张梅颖                               |
| 2016年9月            | 最高法院院长蒂科纳     |  | 2014年11月 | 中共中央政治局常委、全国人大常委会委员长张德江     |
| 2017年6月            | 国家检察院检察长桑切斯 |  | 2015年5月  | 中共中央政治局常委、国务院总理李克强               |
| 2018年8月            | 外长波波利西奥         |  | 2015年10月 | 中共中央政治局委员、中央统战部部长孙春兰           |
| 2018年11月           | 外贸旅游部长瓦伦西亚   |  | 2016年10月 | 中共中央委员、外交部长王毅                         |
| 2018年11月           | 农业和灌溉部长莫斯塔霍 |  | 2016年11月 | 中共中央总书记、国家主席习近平                     |
| 2019年4月 2019年11月 | 外贸旅游部长巴斯克斯   |  | 2017年5月  | 全国人大常委会副委员长、中国人权研究会会长向巴平措 |
| 2019年6月            | 农业和灌溉部长穆尼奥斯 |  | 2017年9月  | 水利部部长陈雷                                     |
| 2019年9月            | 副总统阿劳斯           |  | 2018年6月  | 全国政协副主席、中国和平统一促进会副会长万钢       |
| 2019年11月           | 外长梅萨－夸德拉       |  | 2018年7月  | 中共中央政治局委员、上海市委书记李强               |
| 2023年6月            | 农业和灌溉部长帕雷德斯 |  | 2018年11月 | 全国政协副主席马飚                                 |
| 2024年6月            | 迪娜·博鲁阿尔特总统    |  | 2024年11月 | 中共中央总书记、国家主席习近平                     |

## 经贸關係

### 贸易额

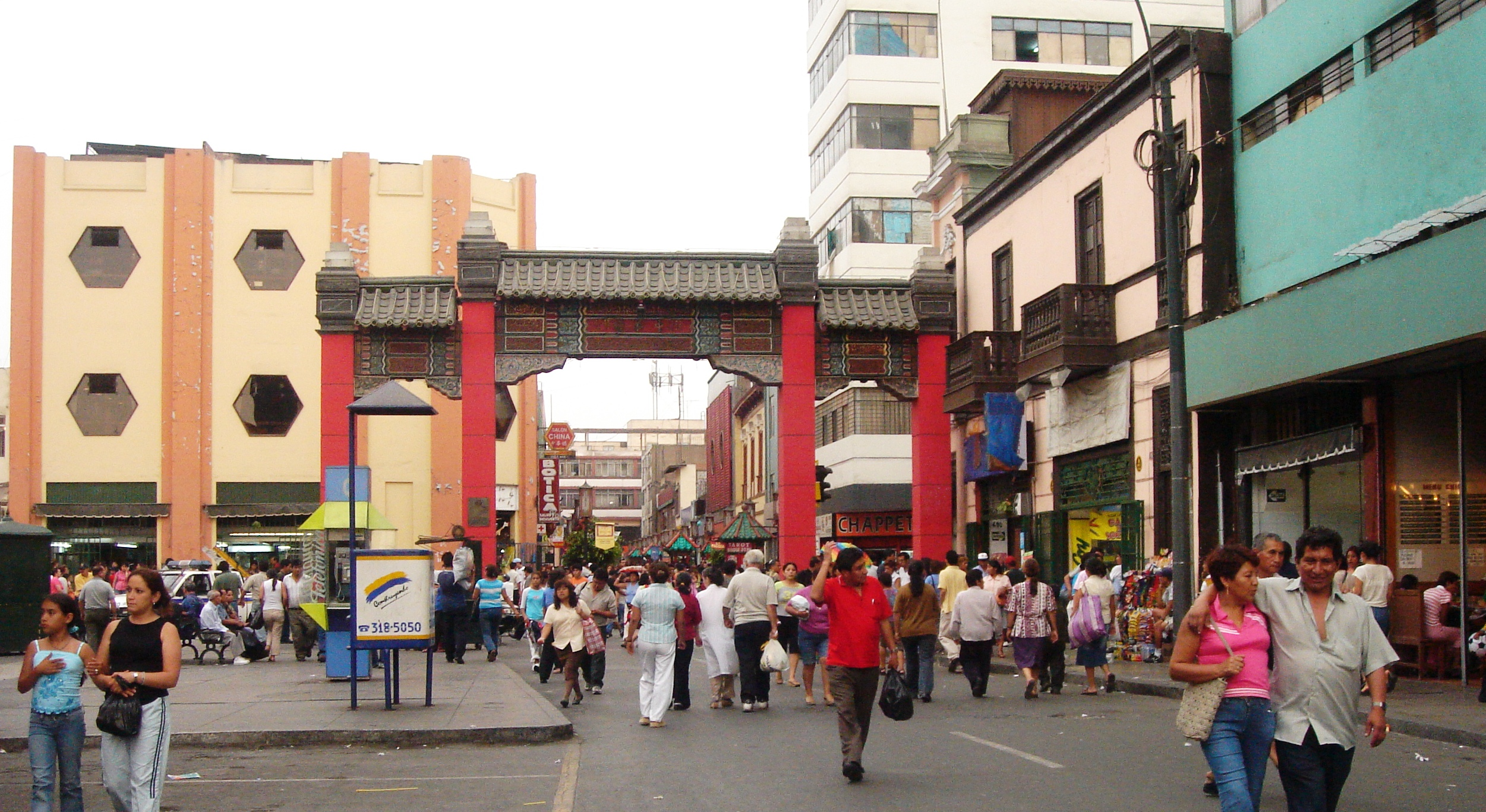
利马唐人街入口

中华人民共和国与秘鲁共和国建交以前双边贸易额每年仅几百万美元，两国间只有少量的民间贸易。1971年建交当年，中国首次自秘鲁购买鱼粉15万吨使当年双边贸易额增至1930万美元，自1980年代以后中国一直为秘鲁鱼粉的最大出口地。中秘二国1980年双边贸易额为1.15亿美元，1991年首次超过3亿美元，2000年为7.04亿美元；到2003年双边贸易额达11.14亿美元，中国成为秘鲁第三大贸易伙伴，到2004年双边贸易额达19.429亿美元（中国商务部统计），中国成为秘鲁第二大贸易伙伴。2011年，中国超过美国成为秘鲁第一大贸易伙伴。2014年，中国超过美国成为秘鲁最大的出口市场，超过170多家中国企业在秘鲁设有办事处。
中华人民共和国与秘鲁共和国于1983年成立了政府间的“经济贸易混合委员会”，协调双边经贸关系。中国主要向秘鲁出口轻工业品、化工原料、机械设备、纺织品、电器电子产品、焦炭、医药和工农具等，主要自秘鲁进口鱼粉、饲料、铁矿砂和铜等，中秘贸易中国历年都为逆差。2007年，二国双边贸易额从的60.1亿美元，其中中國向秘魯出口16.7851億美元，自秘魯進口43.3636億美元。2022年双边贸易额增至376.43亿美元，其中中方出口135.32亿美元，进口241.11亿美元。

### 自贸区
2007年3月31日中共中央政治局常委李长春访问秘鲁，与秘总统阿兰·加西亚·佩雷斯共同宣布年内启动中秘自贸区联合可行性研究。同年8月，联合研究结论表明，中、秘两国经济互补性强，建立自贸区将产生双赢结果。9月7日，在悉尼APEC领导人非正式会议期间，中共中央总书记、中国国家主席胡锦涛与秘鲁总统加西亚共同宣布启动中秘自贸区谈判。2008年11月19日，胡锦涛在对秘鲁进行国事访问期间，与秘鲁总统加西亚共同宣布中国-秘鲁自贸协定谈判成功结束。2009年4月28日，在中共中央政治局常委、国家副主席习近平和秘鲁副总统路易斯·詹彼德里·罗哈斯共同见证下，双方在北京签署自贸协定。2010年3月1日，两国自由贸易协定正式生效。2024年11月14日，中国与秘鲁签署中秘自贸协定升级议定书。
- 货贸方面，中秘双方将对各自90%以上的产品分阶段实施零关税，中方受益的行业有轻工、电子、家电、机械、汽车、化工、蔬菜、水果等，秘方受益的行业有鱼粉、矿产品、水果、鱼类等；
- 服贸方面，双方将在各自对世贸组织承诺的基础上，相互进一步开放服务部门；
- 投资方面，双方将相互给予对方投资者及其投资以准入后国民待遇、最惠国待遇和公平公正待遇，鼓励双边投资并为其提供便利等。[15]

## 文化交往

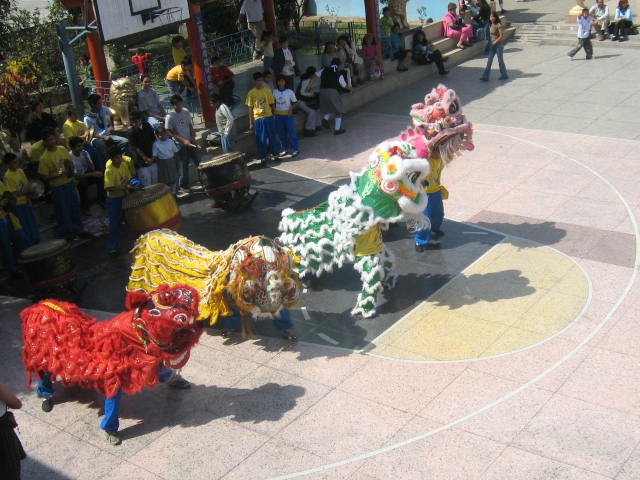
秘鲁华人社团

2005年6月，中秘签署《关于支持在秘鲁合作建设孔子学院的谅解备忘录》。2007年12月，中国国家汉办与秘利马天主教大学、阿雷基帕大学和皮乌拉大学、里卡多·帕尔玛大学分别签署设立孔子学院的协议。

## 重大事件

### 汶川大地震
中國四川省於2008年5月12日發生黎克特制8級大地震，而秘鲁亦为地震多发国。秘鲁政府5月16日颁布最高政令，宣布5月19日为“全国哀悼日”，以悼念中国在汶川地震中的遇难者。这是秘鲁第一次为外国遇难者宣布“全国哀悼日”，颁布政令时间甚至早于中国（中国于5月18日宣布5月19日至21日三天为全国哀悼日）。由秘鲁总统阿兰·加西亚、政府总理豪尔赫·德尔卡斯蒂略以及外交部长、司法部长和劳工部长共同签署的最高政令说：“2008年5月12日发生在中国的强烈地震，不仅是这个亚洲国家的灾难，也是全人类的不幸。秘鲁政府对如此惨重的人员伤亡表示哀悼，将宣布5月19日为全国哀悼日。”根据这项政令，在哀悼日，秘鲁高级官员将通过中国驻秘鲁大使馆向中国地震中的死难者志哀，全国所有政府机构、军事设施、警察机关，以及所有秘鲁在国外的外交机构都将降半旗。

### APEC峰会
2016年9月14日，秘鲁总统佩德罗·巴勃罗·库琴斯基亲自邀请中共中央总书记、中国国家主席习近平出席2016年在秘鲁举行的APEC峰会。2024年，习近平到秘鲁出席APEC峰会，期间与秘鲁总统迪娜·博鲁阿尔特共同为钱凯港开港。